# Байтерек (футбольный клуб)
«Байтерек» — бывший казахстанский футбольный клуб, существовавший в Астане в 2012—2016 годах. Выступал в Первой лиге. «Байтерек» — государственный спортивный проект, в котором выступают воспитанники, прошедшие обучение в бразильской академии футбола «Оле Бразил ФК». Когда создавался проект, планировалась, что команда будет состоять исключительно из воспитанников  академии ФК «Оле Бразил».

## Цвета клуба
| Синий | Чёрный |

## История
В 2009 году 26 молодых спортсменов были отобраны Федерацией футбола для обучения в международной академии футбола «Оле Бразил ФК». По окончании обучения, в марте 2012 года решением Агентства Республики Казахстан по делам спорта и физической культуры была создана команда «Байтерек». Команда образована для участия в соревнованиях между командами Первой лиги страны и дальнейшей подготовки футболистов команды, которые закончили обучение в футбольной академии. В силу своего возраста (участникам по 17-18 лет) игрокам команды тяжело противостоять участникам соревнований Первой лиги, поэтому были приглашены более опытные игроки. Сейчас в команде 28 игроков, 12 из них — воспитанники бразильской школы, остальные — из разных регионов страны. В 2012 году в Бразилию отправлена ещё одна группа игроков для обучения в академии.

## Статистика
| Год  | Лига          | Место | Игр | В  | Н  | П  | ГЗ | ГП | Очки | Кубок Казахстана | Бомбардир                             |  |
| ---- | ------------- | ----- | --- | -- | -- | -- | -- | -- | ---- | ---------------- | ------------------------------------- |  |
| 2012 | Первая лига   | 4     | 30  | 14 | 11 | 5  | 39 | 19 | 53   | 1/16             | Бейбит Татишев - 10 голов             |  |
| 2013 | Первая лига   | 15    | 34  | 8  | 5  | 21 | 32 | 67 | 23   | 1/16             | Прокопенко Денис - 9 голов            |  |
| 2014 | Первая лига   | 10    | 28  | 10 | 2  | 16 | 34 | 52 | 32   | 1/16             | Ахметов Канат, Максим Федин - 6 голов |  |
| 2015 | Первая лига   | 12    | 24  | 2  | 4  | 18 | 13 | 52 | 10   | Первый этап      | Попадинец Игорь - 3 голов             |  |
| 2016 | Первый этап   | 10    | 18  | 1  | 0  | 17 | 9  | 53 | 3    | не участвовал    | Оралбай Едиге - 6 голов               |  |
| 2016 | за 7-10 место | 10    | 24  | 4  | 1  | 19 | 17 | 62 | 13   | не участвовал    | Оралбай Едиге - 6 голов               |  |